# 东加罗丘陵县
东加罗丘陵县（East Garo Hills District）是印度東北部梅加拉亞邦的一個縣，面積2,603平方公里，2001年人口247,555，人口密度每平方公里95人。

## 外部連結
- East Garo Hills District Administration Official Website （页面存档备份，存于）

25°29′44″N 90°37′01″E / 25.49546°N 90.61682°E